# Raiden (Metal Gear)
Pour les articles homonymes, voir Raiden et Jack.
Raiden (雷電, Raiden, ou Jack de son véritable prénom et Snake de son nom de code pendant le début de MGS2:Sons of Liberty), est un personnage de jeu vidéo de la série Metal Gear. Il est le personnage jouable principal de Metal Gear Solid 2: Sons of Liberty et apparaît comme personnage secondaire dans Metal Gear Solid 4: Guns of  Patriots.
Raiden est présent dans Metal Gear Online, et revient en tant que héros principal dans le jeu Metal Gear Rising: Revengeance. Il est également disponible dans la mission « Jamais Vu » de Metal Gear Solid V: Ground Zeroes.

## Biographie

### Un enfant soldat
Durant les années 1980, Jack est un enfant soldat sous le commandement de Solidus Snake, le troisième clone de Big Boss. Surnommé « Jack l'Éventreur » ou « le Démon blanc », il participe à dix ans à la guerre civile au Liberia dont il ne sort pas indemne mentalement. Les enfants sont alors forcés de combattre s'ils veulent avoir un lit et de la nourriture, de la nourriture qui « pue la poudre à canon » (la poudre à canon contient des composants hallucinogènes, comme le toluène). Solidus Snake l'a pris sous son aile après avoir tué ses parents.
À la fin de la guerre, Jack est recueilli sans le savoir par les Patriotes, une organisation secrète qui contrôle les États-Unis. Les années suivantes, Raiden devient un membre de forces spéciales américaines après avoir suivi une formation en réalité virtuelle et essaie d'oublier son passé, notamment grâce à des implants cérébraux.

### Soldat des Patriotes malgré lui

#### Le Federal Hall
En passant un jour devant le Federal Hall, Jack rencontre une jeune femme, Rosemary, en conversation avec un groupe de japonaises. La jeune femme prétend que King Kong a escaladé le Chrysler Building dans le film et Jack intervient pour soutenir qu'il s'agit de l'Empire State Building (il a raison, le Chrysler Building était dans Godzilla). Raiden et Rosemary se rencontrent une seconde fois à la base. Ils se donnent rendez-vous et passent une nuit blanche à regarder en boucle le film King-Kong. Ils finissent par nouer une relation amoureuse.

#### Big Shell
Deux ans plus tard, Raiden est amené à infiltrer la Big Shell pour déjouer les plans de terroristes, les « Sons of Liberty ». Menés par Solidus Snake, alias George Sears, l'ex-président des États-Unis, les terroristes menacent de lancer une attaque nucléaire si leurs souhaits ne sont pas exaucés. Pensant qu'il s'agit de rançon au départ, une prise d'otages somme toute classique, Raiden voit l'histoire se compliquer progressivement jusqu'à faire intervenir une force mystérieuse contrôlant dans l'ombre le gouvernement américain et le monde par la même occasion, les Patriotes. Il découvre qu'il est manipulé depuis le départ par ces derniers et que tout a été orchestré dans le cadre du Plan S3. Seule une chose leur a échappé : Solid Snake. Sa présence sur la Big Shell n'était pas prévue dans le plan S3, un plan visant à accomplir la simulation de l'opération de Shadow Moses, accomplie par Solid Snake précédemment et décrite par Liquid Ocelot, qu'on découvre être agent des Patriotes, et la sélection pour la santé mentale de la société, l'objectif principal des Patriotes eux-mêmes. Le GW de l'Arsenal Gear, caché sous la big shell, étant un moyen de contrôler la volonté et la conscience humaine.
Durant sa mission, Raiden est amené à combattre Fatman, un expert en explosif, Vamp, un mercenaire d'origine roumaine (qu'il défait en vain par trois fois) et Fortune, une combattante qui semble intouchable. Raiden reçoit l'aide d'un mystérieux ninja cyborg, qui se révèle être Olga Gurlukovich, un agent double que les Patriotes contraignent à aider Raiden. L'organisation détient la fille d'Olga, Sunny, et sa survie est conditionnée par la réussite de la mission de Raiden. Raiden a finalement été choisi pour le plan S3 pour la relation "fils-père" qui le lie à Solidus Snake.
Snake, l'électron libre, est quant à lui aidé de son fidèle ami Otacon, et apparaît aux yeux de Raiden comme une légende. Même s'il s'est arrangé pour apparaître comme mort aux yeux du monde, le fait que la Big Shell abrite un nouveau Metal Gear ne pouvait que le pousser à agir. Snake qui a beaucoup changé depuis l'incident de Shadow Moses, et cachant son identité en se faisant appeler Pliskin en référence à New York 1997, apparaît toujours au bon moment pour apporter son aide à Raiden. Même s'il se sert de lui à la fin pour avoir accès à l'Arsenal Gear, Snake sera toujours là pour lui prodiguer conseils et informations, tout comme Otacon à la fin.
Ce dernier voit sa sœur mourir dans ses bras, Raiden n'ayant pas réussi à lui ramener Emma vivante. Après avoir perdu un premier amour quatre ans plus tôt, Otacon vit difficilement cette nouvelle perte. Et tout au long de l'histoire, on assiste à une évolution dans les rapports entre Raiden et Rosemary, toujours présente comme analyste. De la relation amoureuse normale du début, cela évolue jusqu'à devenir aussi complexe que le scénario lui-même. La fin révèle que Rosemary est enceinte de Raiden, ce dernier finit par la rejoindre.

### Combat contre les Patriotes

#### Ninja cyborg
Après l'incident de Manhattan, Raiden s'installe avec Rosemary, mais les réminiscences de son passé entraînent des tensions et Raiden met un terme à leur relation. Il apprend plus tard que Rosemary a fait une fausse couche et s'est mariée à Roy Campbell.
Raiden collabore avec un groupe de résistants anti-Patriotes, « Paradise Lost Army » (PLA), mené par Eva (Big Mamma). C'est à ce moment-là qu'il fait la rencontre de Boris, un ancien soviétique ayant rejoint la PLA après avoir compris à quel point les Patriotes étaient un danger non pas seulement pour l'Amérique, mais pour le monde entier. Avec l'aide de la PLA, il libère la fille d'Olga Gurlukovich, Sunny, retenue captive dans la Zone 51, et la confie à Solid Snake et Otacon. Il commence à récupérer les restes de Big Boss détenus par les Patriotes pour la PLA mais finit par se faire capturer. Les Patriotes l'utilisent alors comme cobaye dans un projet de recherche en cybernétique visant à créer un soldat parfait. Raiden se voit transformé en ninja cyborg, comme l'avait été Gray Fox. En 2011, il parvient à s'échapper du laboratoire grâce à l'intervention de la PLA et récupère pour l'organisation les derniers restes de Big Boss. Après avoir été sévèrement entrainé, drogué, torturé et déshumanisé par les expériences, il se retire du monde normal et tire un trait sur son passé. Il se passionne alors pour les techniques de combat traditionnel japonaises, tout particulièrement pour le bushidô, la voie du samurai. Il s'intéresse aussi aux techniques ninja, et part en Alaska pour apprendre les techniques de survie et de traque d'un shaman.

#### Insurrection de Revolver Ocelot
En 2014, au moment où Liquid Ocelot prépare une insurrection contre les Patriotes, Raiden reçoit l'ordre de Big Mamma de venir en aide à Solid Snake. Il apparaît au cours du deuxième acte, en Amérique du Sud où il commence par informer Old Snake de la situation via le codec, puis l'aide à traquer le groupe de FROGS/Haven Soldiers mené par Vamp qui détient la scientifique Naomi Hunter, mais ce n'est qu'à la toute fin de l'acte qu'il apparaît en tant que cyborg pour combattre les Gekkos ainsi que Vamp, à la poursuite du camion de Drebin 893. Gravement blessé, il réussit à monter à bord de l'hélicoptère contenant Snake, Naomi, et Otacon, et à dire à Snake qu'il doit se rendre en Europe de l'Est. Le diagnostic de la Doctoresse est sans appel : il a besoin d'une transfusion de White Blood (sang artificiel) et d'une dialyse. Inconscient, il n'émergera que durant les briefings de mission jusqu'à ce qu'il se rétablisse durant l'Acte 4 et aille rejoindre Snake aux prises avec Vamp sur l'île de Shadow Moses. Il s'ensuivra un combat à mort entre Vamp redevenu mortel et Raiden au sommet du Metal Gear Rex. Finalement, Raiden sauvera Snake d'un choc avec Outer Haven et sera laissé pour mort. Il apparaîtra toutefois à la fin du jeu, amputé des deux bras, pour aider Snake en distrayant les FROGS/Haven Soldiers pendant que Snake accède à la salle du Serveur de GW.
Ce n'est que durant les toutes dernières cinématiques du jeu que son histoire reprend un tournant heureux : son combat étant terminé, il récupère une apparence humaine par chirurgie ainsi que Rosemary qui lui explique qu'elle n'a pas fait de fausse couche et lui présente leur enfant. Roy Campbell et elle ont simulé leur mariage sans rien faire savoir à personne (même pas à Meryl qui le reproche amèrement à son "oncle" de s'être remarié avec une femme si jeune) afin de la protéger, elle et son enfant, des méfaits des Patriotes.

#### Retour aux activités militaires
Après la chute des Patriotes et l'écroulement de l'économie de guerre, Raiden essaye encore une fois de se réintégrer dans la vie civile. Malheureusement, il se heurte à des problèmes sociaux inhérents à sa condition de cyborg et à son passé de soldat. Peu doué pour faire autre chose que se battre, Raiden rencontre en plus d'énorme problèmes d'insertion à cause de son apparence physique. Si son nouveau corps artificiel imite celui d'un humain, il reste imparfait. Selon Raiden, l'illusion fonctionne de loin, mais de près la peau synthétique de son visage est reconnaissable (il faudra attendre encore quelque temps pour que les épidermes de synthèses deviennent vraiment convaincants d'un point de vue esthétique), et le regard des gens le pèse. Qui plus est, il rencontre d'énorme difficultés à trouver un emploi, son apparence synthétique étant un véritable handicap. En effet, malgré la divulgation publique des technologies cyborgs mises au point par les Patriotes, et donc la prise de conscience par l'opinion publique de l'existence d'individus modifiés, le regard de la société sur ces individus n'a pas vraiment été favorable. Même après la démocratisation ultra rapide des technologies cyborgs, les individus modifiés sont restés rares dans le civil, et vu comme des gens différents. Le problème se pose d'autant plus pour des personnes comme Raiden, dont le corps est quasi intégralement synthétique. 
C'est pendant cette période que Boris, amis de Raiden depuis l'époque de la PLA, monte sa propre PMC à but pacifique, Maverick Security Consulting, Inc. Raiden se voit très rapidement proposer un poste au sein de Maverick. Après avoir discuté avec Boris des intentions et du but de Maverick, il ne voit pas de raisons de refuser l'offre, qui touche à la seule chose qu'il sait faire depuis son enfance, et qui lui offrirait de quoi subvenir aux besoins de sa famille. Il accepte donc l'offre de Boris et rejoint Maverick en tant qu'instructeur de guerre et garde du corps pour V.I.P. Il récupère pour l'occasion le corps de combat qu'il avait pendant les évènements de 2014.
Sa première mission chez Maverick, de longue durée, est d'aider un pays d'Afrique à se relever d'une terrible guerre civile. Raiden se charge de la protection du nouveau premier ministre, N'Mani, et forme la nouvelle armée du pays, dont l'élite est composée de soldats cyborgs. Régulièrement, Raiden se rend en Nouvelle-Zélande pour y voir Rosemary, sa femme, et John, son fils, qui résident dans le pays.

#### Affaire Desperado Enforcement LLC.
En 2018, les technologies cyborgs se sont démocratisées à une vitesse fulgurante et ont connu des évolutions incroyables. Raiden et Maverick Security arrivent bientôt au terme de leur mission en Afrique. En soutenant le premier ministre N'Mani, ils ont réussi à mettre le pays dans une situation stable, en voie de développement. La situation a au passage pacifié toute la région du continent.
Alors que Raiden escorte N'Mani lors d'un déplacement officiel, le cortège est attaqué par un escadron de cyborgs appartenant à la PMC Desperado Enforcement LLC., escadron mené par Sundowner et Samuel Rodrigues, alias Jetstream Sam, deux cyborgs redoutables. Les intentions de Desperado sont claires : provoquer une nouvelle guerre civile, qui leur sera financièrement profitable. N'Mani est capturé par Sundowner, et Raiden part à leur poursuite, se frayant un chemin parmi les mercenaires de Desperado, et détruisant notamment un Metal Gear RAY. Mais lorsqu'il retrouve N'Mani, celui-ci est assassiné sous ses yeux par Sundowner, qui s'enfuit en hélicoptère. Confronté à Sam, Raiden est grièvement blessé et perd son œil gauche et son bras gauche face au puissant sabreur. Néanmoins, Sam épargne Raiden lorsque les renforts de Maverick interviennent.
Pour sauver Raiden, Maverick fait appel à Wilhelm Voigt, un des plus grands spécialistes en matière de cybernétisation, se faisant surnommer Doktor. Il équipe Raiden d'un corps à la pointe de la technologie, et trois semaines plus tard, l'agent de Maverick est envoyé en Abkhazie, une région nouvellement indépendante où Desperado soutien un terroriste du nom d'Andreï Dolzaev. Envoyé à Sukhumi, la capitale où sont rassemblées les forces terroristes, Raiden espère empêcher le pays d'imploser, et surtout prendre sa revanche sur Sam. Sur place, Raiden est confronté à l'un des commandants de Desperado, surnommée Mistral, qu'il élimine. Mais Dolzaev se fait sauter avec la centrale pétrolière régionale avant que Raiden ne puisse l'en empêcher. La mission est réussie et les terroristes arrêtés, mais l'économie régionale est pénalisée. À la suite des informations récoltées durant cette opération, Raiden est envoyé à Guadalajara au Mexique, pour enquêter sur un laboratoire de Desperado caché dans les égouts de la ville. Il y découvre que la PMC pratique des opérations chirurgicales sur des enfants des rues du monde entier, afin d'extraire leurs cerveaux, les former au combat par entraînement en réalité virtuelle, puis les greffer sur des corps cyborgs pour en faire des soldats bon marché. Raiden ayant été lui-même un enfant soldat, ces exactions le touchent profondément. Il découvre également que Desperado est lié à une autre PMC de grande ampleur, World Marshal, ainsi qu'à un homme politique : le sénateur du Colorado Steven Armstrong.
Après avoir sauvé les enfants du laboratoire, Raiden décide, puisque aucune action judiciaire n'est envisageable face au pouvoir de World Marshal et Armstrong, de démissionner de Maverick, sans pour autant rompre ses liens avec les agents de la PMC, et de mener une attaque contre le QG de World Marshal, en plein centre de Détroit. Après s'être confronté aux forces de polices, Raiden atteint le QG mais fait face à Sam et à un autre lieutenant de Desperado : Monsoon. Ces derniers le bouleversent psychologiquement en remettant en question ses convictions de justicier, mais réveillent sans le vouloir la personnalité psychopathe de Raiden, héritée de son passé d'enfant soldat. Raiden massacre sauvagement Monsoon avant de reprendre ses esprits, puis investit le QG, où il atteint la salle où sont stockés des milliers de cerveaux d'enfants en cours d'entraînement. Il affronte le chef de Desperado, Sundowner, un cyborg convaincu que les bienfaits économiques de la guerre surpassent largement ses défauts éthiques, qui lui révèle avant de mourir qu'un plan visant à changer la face du monde, appelé Opération Tecumseh, prendra place dans trois heures. Maverick déduit que l'opération concernera le président des États-Unis, alors en route vers le Pakistan, et Raiden emprunte une moto pour se rendre sur le site de lancement d'une navette spatiale capable de l'amener au Pakistan en moins de trois heures. En chemin, il croise Sam, qui le défie dans un duel à mort, et Raiden élimine enfin le sabreur, qui n'avait aucune autre conviction que le combat lui-même.
Raiden arrive à Solis, un site de lancement où travaille une ancienne connaissance : Sunny. Grâce à son aide, Raiden arrive à l'endroit où se rendait le président, la base militaire de Shabhazabad, et la prend d'assaut pour empêcher le président américain de s'y poser. Mais il est confronté à Armstrong en personne, qui l'attaque avec un gigantesque Metal Gear EXCELSUS. Raiden détruit le gigantesque robot, mais est confronté directement au sénateur, dont le corps est renforcé par des nanomachines. Le but d'Armstrong est de provoquer une nouvelle guerre mondiale en opposant les États-Unis et le Pakistan, et ainsi opérer un changement de mentalités devant amener tout un chacun à se battre pour ses propres intérêts sans considération des autres. Malgré l'apparente invincibilité de son adversaire, qui arrête à mains nues et brise son sabre hautes fréquences, Raiden réussit à détruire le centre des nanomachines d'Armstrong, son cœur, à l'aide du sabre Murasama de Sam. Le politicien mort, les plans de World Marshal et Desperado sont sévèrement compromis, mais la propagation de la violence et l'économie de guerre qu'ils soutenaient continuent de se répandre malgré tout. À la suite de ces évènements, Raiden décide de mener une guerre personnelle contre ceux qui perpétuent ces mentalités injustes.

### Biographies alternatives

#### Metal Gear Raiden
Raiden est le protagoniste principal de la vidéo Metal Gear Raiden dans Metal Gear Solid 3: Subsistence. C'est une vidéo humoristique dont les événements ne rentrent pas dans la chronologie de la saga et se déroulent entre Metal Gear Solid 2: Sons of Liberty et Metal Gear Solid 4: Guns of the Patriots. Dans cette vidéo, Raiden voyage à travers le temps dans les événements de Metal Gear Solid 3: Snake Eater.

#### Metal Gear Solid 3: Snake Eater
À la suite des nombreuses protestations des fans quant au fait que Raiden vole la vedette à Snake dans MGS2, Hideo Kojima fit un pied-de-nez aux déçus en créant dans Metal Gear Solid 3: Snake Eater Ivan Raidenovitch Raikov, un personnage très secondaire du jeu reprenant le physique de Raiden. Par ailleurs le joueur a l'occasion de faire porter à Naked Snake un masque de Raiden/Ivan afin que ceux qui regrettent Raiden ne soient pas trop déçus. Le joueur est par ailleurs obligé de porter ce masque dans un passage du jeu…
Les joueurs peuvent également le contrôler dans le mode en ligne de Metal Gear Solid 3: Subsistence, comme chef d'équipe.

## Autres apparitions
En novembre 2010, Ubisoft annonce que le joueur peut prendre l'apparence de Raiden dans Assassin's Creed: Brotherhood.
Raiden est également jouable dans PlayStation All-Stars Battle Royale.